# Minoru Genda
Minoru Genda (en japonès: 源田実, Genda Minoru) (Kake (avui part d'Akiōta), Districte de Yamagata, Prefectura d'Hiroshima, Imperi Japonès, 16 d'agost de 1904 – Matsuyama, Prefectura d'Ehime, Japó, 15 d'agost de 1989) va ser un conegut aviador militar i polític japonès. És conegut sobretot per ser el planificador de l'atac a Pearl Harbor.

## Biografia
Minoru Genda era el segon fill d'un granger. Dos germans van graduar-se a la Universitat de Tòquio, un altre es graduà a l'Escola Mèdica de Chiba, i el seu germà petit ingressà a l'Acadèmia de l'Exèrcit. Graduant-se a l'Institut de Secundària d'Hiroshima, Genda ingressà a l'Acadèmia Naval Imperial Japonesa, amb l'objectiu de convertir-se en un pilot de caces, graduant-se al novembre de 1929 primer de la seva promoció.

### Servei a la Marina Imperial
Durant els sis anys següents, Genda va ocupar càrrecs operatius i d'estat major aeri. Va transformar-se en un oficial ben conegut a la Marina, i durant la dècada dels 30 comandà una divisió de biplans per tot el país, realitzant demostracions i acrobàcies. Coneguts com el "Circ Volador de Genda", el seu equip formava part d'una campanya de relacions públiques per promoure l'aviació naval.
Genda va ser un dels primers oficials navals en adonar-se del potencial de grans portaavions per projectar el poder aeronàutic. Als 30, el portaavions era nou i era un sistema armamentístic que no havia sigut provat. La majoria dels estrategs navals de l'època pensaven en portaavions solitaris llançant atacs sobre objectius enemics, o navegant enmig d'una flota per oferir cobertura aèria contra els bombarders enemics. Genda entengué el potencial dels grans atacs aeris llançats des de múltiples portaavions treballant junts.
Defensor del poder aeri des del temps d'estudiant a l'Acadèmia Naval, Genda clamà als caps militars de preguerra que deixessin de construir cuirassats i es concentressin en la construcció de portaavions, submarins, creuers i destructors de suport. Per damunt de tot, Genda pensava que una gran flota aèria d'alta tecnologia seria necessària per sobreviure si el Japó havia de lluitar mai una guerra contra els Estats Units o la Gran Bretanya i els Països Baixos.

### Pearl Harbor i la Segona Guerra Mundial
El pla d'atac a Pearl Harbor, que va ser emprat en darrera instància per l'almirall Yamamoto va ser essencialment fruit del treball de Genda, tot i que va tenir importades contribucions. Yamamoto havia quedat impressionat amb Genda ja el 1933, quan Genda servia al Ryūjō. Yamamoto inicialment havia concebut un atac des de Pearl Harbor, llançat des de 500 o \d00 milles de distància, i en el que els pilots deixarien caure els seus avions sobre el Pacífic, sent recollits per destructors i submarins. Yamamoto estava fixat en colpejar la Flota del Pacífic estatunidenca i en enfonsar tants portaavions com fos possible. La majoria dels estrategs navals de l'època encara pensaven a inicis de 1941 que els cuirassats eren les armes més poderoses. Enfonsar-ne un, o millor encara, diversos, seria un èxit colossal.
Yamamoto es trobà amb Genda a inicis de febrer de 1941, presentant-li les seves idees per comentar-les. Genda era totalment contrari a la idea d'un atac en una única direcció. Ell mateix ja s'havia plantejat un atac sobre Pearl Harbor ja el 1934 i ho havia discutit amb Takijiro Onishi. Genda posà èmfasi en el fet que "el secret és la clau i la sorpresa el factor més important". Genda ho veia com una tasca "difícil, però no impossible", i començà a treballar en els detalls del pla. Genda era responsable de l'entrenament (especialment en les noves tàctiques d'ús de torpedes amb aigües poc fondes) l'ús efectiu dels bombarders horitzontals dirigits a objectius tàctics, i la coordinació de tants portaavions.
L'atac per sorpresa a Pearl Harbor resultà en una gran victòria, amb 12 vaixells enfonsats i més de 180 avions destruïts. La flota principal japonesa no patí pèrdues i només 29 avions abatuts. Durant els sis mesos següents de la Guerra del Pacífic, els portaavions de la Marina Imperial navegaren lliurement pel Pacífic i per l'Índic atacant les forces aliades. Aquesta successió d'èxits s'estroncà a la batalla de Midway, quan quatre dels sis portaavions japonesos van ser enfonsats. La guerra del Pacífic encara s'estengué durant 3 anys més, i al final els portaavions americans podien navegar impunement pel Pacífic.
Genda serví amb distinció a la Marina Imperial durant la Segona Guerra Mundial, participant personalment en diverses batalles. Era un aviador notable i un pilot de caça amb més de 3.000 hores de vol. Organitzà una unitat aèria d'elit (la 343 Kokutai) cap al final de la guerra com a alternativa a les unitats suïcides kamikaze. Genda creia que encara fins al final de la guerra, els pilots japonesos eren capaços de lluitar amb els experimentats pilots nord-americans en termes d'igualtat, sempre que se'ls entrenés correctament i se'ls subministressin avions. Ell creia que el Kawanishi N1K2-J Shiden-Kai (anomenat George) era equivalent al F6F Hellcat i al F4U Corsair. La seva unitat va tenir diversos èxits contra els americans i lluità amb distinció.
Genda documentà les seves experiències a la guerra en una reveladora autobiografia.

### Servei després de la guerra al FAAJ i l'escàndol Lockheed
La carrera militar de Genda s'aturà després de la dissolució de la Marina Imperial Japonesa al final de la guerra. Però, a diferència d'altres membres de les Forces Armades, un home de negocis donà suport financer a Genda.
Genda tornà al servei actiu el 1954 com a membre de la recentment creada Força Aèria d'Autodefensa del Japó (FAAJ), amb rang de general i posteriorment sent cap d'estat major. També provà els caces de reacció Lockheed als Estats Units durant aquest període.
A finals de la dècada dels 50, sent Genda el vice-cap d'Estat Major, va estar involucrat en l'afer polític sobre l'adquisició del successor del F-86 Sabre, llavors en servei. El FAAJ i l'Agència de Defensa volien el Grumman F-11 Super Tiger, però diversos polítics claus del PDL, incloent-hi el Ministre de Finances Eisaku Sato i el President del Consell d'Investigació d'Afers Policials Ichiro Kono, sota la influència del lobbie Lockheed, portaren a l'adopció del seu competidor, el F-104. Genda actuà com l'home de Sato amb uniforme, criticant obertament el disseny de Grumman i treballant perquè finalment fos triat l'avió de Lockheed. L'agost de 1959, Genda va ser nomenat cap d'estat major del JASDF, amb el beneplàcit de Sato (el seu patró polític). Des del seu nou càrrec, aprovà l'adopció de l'avió de Lockheed, tot i les objeccions dels seus subordinats.

### Vida política
Després de retirar-se de l'exèrcit el 1962, es presentà i va ser escollit per a la Cambra de Consellers, la cambra alta legislativa japonesa, com a membre del grup de Sato del Partit Democràtic Liberal. Va ser el primer d'antics oficials del SDF que van entrar en política sota els auspicis de Sato, principalment a l'extrema dreta de l'espectre polític japonès. Va estar uns 20 anys en política, com a membre principal de la Divisió de Defensa del PDL, sovint representant l'ala dura dels nacionalistes, abogant per la derogació o la retallada de l'article 9è de la Constitució de Postguerra, permetent la militarització de les Forces Armades. Va ser notòria la seva ferotge oposició contra la ratificació japonesa al Tractat de No Proliferació Nuclear durant les sessions de 1974-1976 de la Dieta, afirmant que potser, un dia, el Japó hauria d'adquirir el seu propi arsenal nuclear.
Genda va morir el 15 d'agost de 1989, exactament 44 anys després del dia posterior a la Rendició del Japó a la Segona Guerra Mundial (Dia VJ), i un dia abans del seu 85è aniversari. Estava casat i tenia 3 fills.

## En la cultura popular
Genda col·laborà com a conseller tècnic a la pel·lícula de 1970 Tora Tora Tora, tot i que no apareixia als títols de crèdit. L'actor Tatsuya Mihashi l'interpretà. A la pel·lícula de 1976 Midway va ser interpretat per Robert Ito, i Cary-Hiroyuki Tagawa va fer-ho a la pel·lícula del 2001, Pearl Harbor.